# Didier Marouani
Didier Marouani (ur. 1953 w Monako) – francuski muzyk i współzałożyciel grupy Space. Gdy liczył sobie 10 lat, zaczął komponować muzykę, a w wieku 17 lat rozpoczął karierę wokalisty. Ukończył Konserwatorium Paryskie. Cieszył się bardzo dużym powodzeniem w Związku Radzieckim.